# Liste der Kulturgüter in Gelterkinden
Die Liste der Kulturgüter in Gelterkinden enthält alle Objekte in der Gemeinde Gelterkinden im Kanton Basel-Landschaft, die gemäss der Haager Konvention zum Schutz von Kulturgut bei bewaffneten Konflikten, dem Bundesgesetz vom 20. Juni 2014 über den Schutz der Kulturgüter bei bewaffneten Konflikten sowie der Verordnung vom 29. Oktober 2014 über den Schutz der Kulturgüter bei bewaffneten Konflikten unter Schutz stehen.
Objekte der Kategorie A sind im Gemeindegebiet nicht ausgewiesen, Objekte der Kategorie B sind vollständig in der Liste enthalten, Objekte der Kategorie C fehlen zurzeit (Stand: 1. Januar 2023).

## Kulturgüter
| Foto |                                                                                | Objekt                                                            | Kat. | Typ | Standort                                   | Beschreibung |
| ---- | ------------------------------------------------------------------------------ | ----------------------------------------------------------------- | ---- | --- | ------------------------------------------ | ------------ |
| ja   | Datei hochladen · Wikidata zu Bahnhof Sommerau (Q3097761)                      | Bahnhof Sommerau KGS-Nr.: 16374                                   | A    | G   | Sommerau 36–37 631136 / 254329             |              |
| ja   | Datei hochladen · Wikidata zu Burgruine Scheidegg (Q15127370)                  | Burgruine Scheidegg KGS-Nr.: 01432                                | B    | F   | 633131 / 255300                            |              |
| BW   | Datei hochladen · Wikidata zu Hofgut Sigmatt (Q29678126)                       | Hofgut Sigmatt, mit Gartenanlage und Nebengebäuden KGS-Nr.: 01434 | B    | G   | Sigmatt 25, 25a, 26 631664 / 256272        |              |
| ja   | Datei hochladen · Wikidata zu Evangelisches-reformiertes Pfarrhaus (Q29678109) | Evangelisch-reformiertes Pfarrhaus KGS-Nr.: 01435                 | B    | G   | Kirchrain 10 631635 / 257130               |              |
| ja   | Datei hochladen · Wikidata zu Bauernhaus (Q29678010)                           | Bauernhaus KGS-Nr.: 12121                                         | B    | G   | Strehlgasse 12 631461 / 257067             |              |
| ja   | Datei hochladen · Wikidata zu Brunnen (Q29678043)                              | Brunnen KGS-Nr.: 12122                                            | B    | G   | Dorfplatz 631512 / 257186                  |              |
| ja   | Datei hochladen · Wikidata zu Druckerei Farnsburg (Q29678075)                  | Druckerei Farnsburg KGS-Nr.: 12123                                | B    | G   | Poststrasse 9 631138 / 257278              |              |
| ja   | Datei hochladen · Wikidata zu Evangelische-reformierte Kirche (Q29678092)      | Evangelisch-reformierte Kirche KGS-Nr.: 12124                     | B    | G   | Kirchrain 12 631681 / 257130               |              |
| ja   | Datei hochladen · Wikidata zu Mühle (Q29678159)                                | Mühle KGS-Nr.: 12125                                              | B    | G   | Mühlegasse 7 631579 / 257336               |              |
| ja   | Datei hochladen · Wikidata zu Pümpin Haus (Q29678175)                          | Pümpin-Haus KGS-Nr.: 12126                                        | B    | G   | Rickenbacherstrasse 2 631146 / 257364      |              |
| ja   | Datei hochladen · Wikidata zu Trafo (Q29678192)                                | Trafo KGS-Nr.: 12127                                              | B    | G   | Ergolzstrasse 13a 631409 / 257377          |              |
| ja   | Datei hochladen · Wikidata zu Jundthaus (Q29678142)                            | Jundthaus KGS-Nr.: 12128                                          | B    | G   | Hofmattweg 2 631584 / 257000               |              |
| ja   | Datei hochladen · Wikidata zu Wohnhaus (Q29678208)                             | Wohnhaus KGS-Nr.: 12129                                           | B    | G   | Tecknauerstrasse 17, 17a+b 631637 / 257029 |              |